# Associazione Calcio Pro Sesto 2006-2007
Questa pagina raccoglie le informazioni riguardanti l'Associazione Calcio Pro Sesto nelle competizioni ufficiali della stagione 2006-2007.

## Stagione
Nella stagione 2006-2007 la Pro Sesto ha disputato il girone A del campionato di Serie C1, piazzandosi in quattordicesima posizione di classifica con 41 punti, ma per salvarsi ha dovuto disputare e vincere contro l'Ivrea il Play-out. Sono retrocessi in Serie C2 il Pavia, l'Ivrea ed il Pizzighettone. Il torneo è stato vinto dal Grosseto con 62 punti promosso diretto in Serie B, mentre la seconda promossa è stata il Pisa che ha vinto i playoff. In estate sono escluse dal campionato tre società, così a ferragosto per la Pro Sesto si riaprono le porte della Serie C1, persa a giugno contro il San Marino ai Play-out. In questa stagione nuova arriva la salvezza conquistata sul campo, disputando il Play-out per il secondo anno di fila. Allenata da Carlo Muraro la Pro Sesto disputa un torneo in trincea, al termine del girone di andata raccoglie un bottino di 24 punti e naviga a metà classifica, poi ha un calo di rendimento, con sette sconfitte di fila, che la riporta nella zona pericolosa, così a fine febbraio dopo la sconfitta interna (0-2) contro il Cittadella, viene sostituito il tecnico, con il ritorno di Antonio Sala, che riesce, tra alti e bassi, a portare i biancocelesti alla salvezza. Miglior marcatore stagionale il francese Abdelkader Ghezzal arrivato dal Crotone, autore di 10 reti, delle quali una in Coppa Italia e 9 in campionato. Nella Coppa Italia di Serie C la Pro Sesto disputa il girone A di qualificazione, che ha promosso il Pavia.

## Rosa
| N. |                    | Ruolo | Calciatore          |
| -- | ------------------ | ----- | ------------------- |
|    | Italia (bandiera)  | D     | Davide Addona       |
|    | Italia (bandiera)  | A     | Christian Araboni   |
|    | Italia (bandiera)  | D     | Antonio Beccegato   |
|    | Italia (bandiera)  | C     | Davide Bersi        |
|    | Italia (bandiera)  | C     | Patrizio Billio     |
|    | Italia (bandiera)  | A     | Liborio Bongiovanni |
|    | Italia (bandiera)  | P     | Marco Borghetto     |
|    | Italia (bandiera)  | C     | Cristian Boscolo    |
|    | Italia (bandiera)  | C     | Francesco Cardamone |
|    | Italia (bandiera)  | D     | Davide Cattaneo     |
|    | Italia (bandiera)  | C     | Luca Cavallo        |
|    | Francia (bandiera) | C     | Younes Chaib        |
|    | Italia (bandiera)  | A     | Lorenzo Crocetti    |
|    | Italia (bandiera)  | A     | Marco Dalla Costa   |
|    | Italia (bandiera)  | D     | Alessio D'Imporzano |

| N. |                      | Ruolo | Calciatore           |
| -- | -------------------- | ----- | -------------------- |
|    | Italia (bandiera)    | C     | Davide Farina        |
|    | Italia (bandiera)    | A     | Davide Favaro        |
|    | Italia (bandiera)    | C     | Daniele Federici     |
|    | Italia (bandiera)    | D     | Corrado Ferracuti    |
|    | Italia (bandiera)    | C     | Pasquale Fracassetti |
|    | Algeria (bandiera)   | A     | Abdelkader Ghezzal   |
|    | Italia (bandiera)    | P     | Paolo Giussani       |
|    | Italia (bandiera)    | D     | Daniele Gregori      |
|    | Italia (bandiera)    | D     | Alessandro Lambrughi |
|    | Francia (bandiera)   | A     | Robert Maah          |
|    | Italia (bandiera)    | C     | Luca Palazzo         |
|    | Italia (bandiera)    | C     | Valentino Papa       |
|    | Filippine (bandiera) | D     | Simone Rota          |
|    | Italia (bandiera)    | C     | Manuele Sorti        |
|    | Italia (bandiera)    | A     | Mattia Turetta       |

## Risultati

### Campionato

#### Girone di andata
| Arbitro: | Corletto (Castelfranco Veneto) |

|                                 |           |                 |
| G. Russo 30’ Gregori 86’ (aut.) | Marcatori | 81’ Dalla Costa |

| Arbitro: | La Rocca (Ercolano) |

|                  |           |               |
| Araboni 26’, 34’ | Marcatori | 45’ Parmesani |

| Arbitro: | Taverna (Taurianova) |

|             |           |                           |
| Coletto 88’ | Marcatori | 33’ Ghezzal 70’ Ferracuti |

| Sesto San Giovanni 24 settembre 2006 4ª giornata | Pro Sesto     | 0 – 0 | Massese | Stadio Breda\| Arbitro: \| Prato (Lecce) \| |
| Arbitro:                                         | Prato (Lecce) |       |         |                                             |

| Arbitro: | Tozzi (Lido di Ostia) |

|                        |           |  |
| Masini 8’ Bonfanti 87’ | Marcatori |  |

| Sesto San Giovanni 8 ottobre 2006 6ª giornata | Pro Sesto        | 0 – 0 | Cremonese | Stadio Breda\| Arbitro: \| Lioce (Molfetta) \| |
| Arbitro:                                      | Lioce (Molfetta) |       |           |                                                |

| Arbitro: | Candussio (Cervignano del Friuli) |

|  |           |               |
|  | Marcatori | 90+2’ Ghezzal |

| Sesto San Giovanni 22 ottobre 2006 8ª giornata | Pro Sesto         | 0 – 0 | Sassuolo | Stadio Breda\| Arbitro: \| Forconi (Aprilia) \| |
| Arbitro:                                       | Forconi (Aprilia) |       |          |                                                 |

| Monza 29 ottobre 2006 9ª giornata | Monza               | 0 – 0 | Pro Sesto | Stadio Brianteo\| Arbitro: \| Barletta (Bernalda) \| |
| Arbitro:                          | Barletta (Bernalda) |       |           |                                                      |

| Arbitro: | Scoditti (Bologna) |

|                      |           |  |
| Andreotti 20’ (rig.) | Marcatori |  |

| Sesto San Giovanni 12 novembre 2006 11ª giornata | Pro Sesto           | 0 – 0 | Pisa | Stadio Breda\| Arbitro: \| Mannella (Avezzano) \| |
| Arbitro:                                         | Mannella (Avezzano) |       |      |                                                   |

| Pistoia 19 novembre 2006 12ª giornata | Pistoiese       | 0 – 0 | Pro Sesto | Stadio Comunale\| Arbitro: \| Manna (Isernia) \| |
| Arbitro:                              | Manna (Isernia) |       |           |                                                  |

| Arbitro: | Calvarese (Teramo) |

|                             |           |  |
| Rota 56’ Araboni 85’ (rig.) | Marcatori |  |

| Arbitro: | Didato (Agrigento) |

|  |           |            |
|  | Marcatori | 8’ Ghezzal |

| Arbitro: | Ferraioli (Nocera Inferiore) |

|          |           |                                   |
| Rota 63’ | Marcatori | 64’ S. Ferrero 80’ (aut.) Gregori |

| Arbitro: | Palazzino (Ciampino) |

|                              |           |  |
| D. Rosso 60’ D. Marino 90+1’ | Marcatori |  |

| Arbitro: | Donati (Ravenna) |

|                             |           |  |
| Araboni 35’ Bongiovanni 88’ | Marcatori |  |

#### Girone di ritorno
| Arbitro: | Valeri (Roma) |

|  |           |                |
|  | Marcatori | 78’ A. Bianchi |

| Arbitro: | Bo (Genova) |

|  |           |                  |
|  | Marcatori | 62’, 66’ Ghezzal |

| Arbitro: | De Toni (Schio) |

|  |           |              |
|  | Marcatori | 4’ Matteassi |

| Arbitro: | La Rocca (Ercolano) |

|             |           |  |
| Musetti 37’ | Marcatori |  |

| Arbitro: | Scoditti (Bologna) |

|  |           |                      |
|  | Marcatori | 1’ Micco 21’ Magnani |

| Arbitro: | Marrocco (Pisa) |

|                |           |  |
| Carparelli 51’ | Marcatori |  |

| Arbitro: | Didato (Agrigento) |

|  |           |                                |
|  | Marcatori | 18’ (rig.) Fofana 53’ F. Cozza |

| Arbitro: | Guerriero (Catanzaro) |

|           |           |  |
| Pagani 4’ | Marcatori |  |

| Arbitro: | Caverretta (Trapani) |

|  |           |                           |
|  | Marcatori | 13’ Beretta 57’ Bertolini |

| Arbitro: | Calvarese (Teramo) |

|                                  |           |               |
| Ghezzal 50’, 54’ (rig.) Maah 62’ | Marcatori | 39’ Andreotti |

| Arbitro: | Lioce (Molfetta) |

|                          |           |  |
| Raimondi 29’ Ciotola 38’ | Marcatori |  |

| Arbitro: | Andolfatto (Bassano del Grappa) |

|          |           |  |
| Maah 86’ | Marcatori |  |

| Arbitro: | Pecorelli (Arezzo) |

|                  |           |             |
| Poggi 11’ (rig.) | Marcatori | 18’ Ghezzal |

| Sesto San Giovanni 22 aprile 2007 31ª giornata | Pro Sesto          | 0 – 0 | Padova | Stadio Breda\| Arbitro: \| Calvarese (Teramo) \| |
| Arbitro:                                       | Calvarese (Teramo) |       |        |                                                  |

| Arbitro: | Mannella (Avezzano) |

|  |           |                                           |
|  | Marcatori | 11’ Maah 32’ Ferracuti 53’ (rig.) Ghezzal |

| Arbitro: | C. Russo (Nola) |

|  |           |                    |
|  | Marcatori | 24’ (rig.) Temelin |

| Arbitro: | Barbirati (Ferrara) |

|              |           |                         |
| P. Rossi 28’ | Marcatori | 49’ (rig.), 55’ Araboni |

### Play-out
| Ivrea 27 maggio 2007 Andata | Ivrea         | 0 – 0 | Pro Sesto | Stadio Gino Pistoni\| Arbitro: \| Valeri (Roma) \| |
| Arbitro:                    | Valeri (Roma) |       |           |                                                    |

| Arbitro: | Mannella (Avezzano) |

|                   |           |  |
| Maah 90+3’ (rig.) | Marcatori |  |

#### Girone A
| Arbitro: | Tidona (Torino) |

|               |           |               |
| Valtolina 31’ | Marcatori | 86’ Lambrughi |

| Arbitro: | Peruzzo (Schio) |

|  |           |                               |
|  | Marcatori | 46’ (rig.) Bettini 65’ Arioli |

| Arbitro: | Massa (Imperia) |

|             |           |                           |
| Ravetto 76’ | Marcatori | 42’ Bersi 79’ Bongiovanni |

| Arbitro: | D'Agostino (Empoli) |

|                             |           |                |
| Ghezzal 36’ Bongiovanni 79’ | Marcatori | 12’ A. Boscolo |

| Arbitro: | Vanoli (Novara) |

|                     |           |                |
| Petresini 2’ (aut.) | Marcatori | 8’ Bongiovanni |